# بيريا هنري
بيريا هنري (مواليد 20 يناير 1993) هو لاعب كرة سلة أمريكي المولد يمثل السنغال دولياً. يلعب في مركز لاعب هجوم خلفي أو مدافع مسدد الهدف في نادي فنربخشة.

## روابط خارجية
- بيريا هنري على موقع الدوري الإسباني لكرة السلة (الإسبانية)
- بيريا هنري على موقع كرة السلة الأوروبية.كوم (الإنجليزية)
- بيريا هنري على موقع كلية كرة السلة في سبورتس رفرنس.كوم (الإنجليزية)
- بيريا هنري على موقع ريلجم (الإنجليزية)
- بيريا هنري على موقع بروبوليرز (الإنجليزية)
- بيريا هنري على موقع سبورتس رفرنس (الإنجليزية)